# NGC 4606
NGC 4606 é uma galáxia espiral barrada (SBa) localizada na direcção da constelação de Virgo. Possui uma declinação de +11° 54' 43" e uma ascensão recta de 12 horas, 40 minutos e 57,5 segundos.
A galáxia NGC 4606 foi descoberta em 15 de Março de 1784 por William Herschel.